# Bradgate
Bradgate és una població dels Estats Units a l'estat d'Iowa. Segons el cens del 2000 tenia 101 habitants.

## Demografia
Segons el cens del 2000, Bradgate tenia 101 habitants, 48 habitatges, i 30 famílies. La densitat de població era de 111,4 habitants per km².
Dels 48 habitatges en un 18,8% hi vivien nens de menys de 18 anys, en un 56,3% hi vivien parelles casades, en un 6,3% dones solteres, i en un 37,5% no eren unitats familiars. En el 31,3% dels habitatges hi vivien persones soles el 6,3% de les quals corresponia a persones de 65 anys o més que vivien soles. El nombre mitjà de persones vivint en cada habitatge era de 2,1 i el nombre mitjà de persones que vivien en cada família era de 2,63.
Per edats la població es repartia de la següent manera: un 15,8% tenia menys de 18 anys, un 8,9% entre 18 i 24, un 22,8% entre 25 i 44, un 33,7% de 45 a 60 i un 18,8% 65 anys o més.
L'edat mediana era de 46 anys. Per cada 100 dones de 18 o més anys hi havia 117,9 homes.
La renda mediana per habitatge era de 30.000 $ i la renda mediana per família de 44.375 $. Els homes tenien una renda mediana de 27.500 $ mentre que les dones 15.625 $. La renda per capita de la població era de 16.407 $. Entorn del 8% de les famílies i el 16,8% de la població estaven per davall del llindar de pobresa.

## Poblacions més properes
El següent diagrama mostra les poblacions més properes.